# Sangob Rattanusorn
Sangob Rattanusorn (Thai: สงบ รัตตนุสสรณ์; * 1943) ist ein ehemaliger thailändischer Badmintonspieler.

## Sportliche Karriere
In seiner Heimat siegte er erstmals 1962 im Einzel, wo er bis 1970 der dominierende Spieler blieb. Nur 1964 machte ihm Somsook Boonyasukhanonda den Titel streitig. 1967 gewann er zum ersten Mal die Doppelwertung mit Chavalert Chumkum. Ein Jahr später verteidigten beide den Titel. Von 1970 bis 1972 war er noch dreimal im Doppel erfolgreich, diesmal mit Bandid Jaiyen an seiner Seite.
International gewann er 1963 die US Open im Mixed mit Englands Margaret Barrand und 1968 die Canadian Open im Mixed mit Lois Alston aus den USA. 1968 holte er sich auch die Doppeltitel bei den Canadian Open und den Dutch Open mit Chavalert Chumkum. In diesem Jahr standen beide auch im Halbfinale der All England. Bei den Asienspielen 1961 wurde er Dritter im Einzel und bei den Asienmeisterschaften 1962 holte er Bronze im Doppel mit Sanguan Anandhanonda.

## Referenzen
- badmintonthai.or.th (Memento vom 27. März 2009 im Internet Archive)
- Herbert Scheele (Ed.): The International Badminton Federation Handbook for 1971 (Canterbury, Kent, England: J. A. Jennings Ltd., 1971) 137, 138, 246, 303, 314, 335
- http://newspapers.nl.sg/Digitised/Article.aspx?articleid=straitstimes19651218.2.127
- http://newspapers.nl.sg/Digitised/Article.aspx?articleid=straitstimes19671215.2.124.1
- http://newspapers.nl.sg/Digitised/Article.aspx?articleid=straitstimes19730905.2.92

| Personendaten    | Personendaten                   |
| ---------------- | ------------------------------- |
| NAME             | Rattanusorn, Sangob             |
| ALTERNATIVNAMEN  | สงบ รัตตนุสสรณ์                    |
| KURZBESCHREIBUNG | thailändischer Badmintonspieler |
| GEBURTSDATUM     | 1943                            |